# Gladiolus richardsiae
Gladiolus richardsiae är en irisväxtart som beskrevs av Peter Goldblatt. Gladiolus richardsiae ingår i släktet sabelliljor, och familjen irisväxter. Inga underarter finns listade i Catalogue of Life.